# پلامر (مینه‌سوتا)
پلامر، مینه‌سوتا (به انگلیسی: Plummer, Minnesota) یک شهر در ایالات متحده آمریکا است که در شهرستان رد لیک، مینه‌سوتا واقع شده‌است.

## خصوصیات
پلامر ۷٫۲۵ کیلومترمربع مساحت و ۲۹۲ نفر جمعیت دارد و ۳۴۳ متر بالاتر از سطح دریا واقع شده‌است.